# Egan (Dakota del Sud)
Egan è un comune degli Stati Uniti d'America, situato in Dakota del Sud, nella contea di Moody.